# Braid (gra komputerowa)
Braid – niezależna platformowo-logiczna gra komputerowa stworzona przez Jonathana Blowa. Grę po raz pierwszy wydano 6 sierpnia 2008 roku w usłudze Xbox Live Arcade na Xboksa 360. Wersja na PC została wydana 10 kwietnia 2009 roku. Studio Hothead Games wydało porty na system OS X 20 maja 2009 roku oraz dla usługi PlayStation Network 12 listopada 2009 roku. Wersję na Linuksa stworzył Ryan C. Gordon, wydano ją 14 grudnia 2010 roku jako części drugiej odsłony akcji Humble Indie Bundle. W Polsce wydana została 27 sierpnia 2010 roku przez City Interactive.
W grze gracz wciela się w Tima, chłopaka, który próbuje uratować księżniczkę przed potworem. Podczas gry poznaje kolejne fragmenty tekstów, które przybliżają historię i motywacje Tima. Gra zawiera standardowe funkcje gier platformowych, ale wyróżnia się tym, że daje możliwość manipulacji czasem podczas rozgrywki. Dzięki tym umiejętnościom gracz poznaje fabułę poprzez zdobywanie i układanie fragmentów puzzli.
Jonathan Blow zaprojektował grę jako osobistą krytykę współczesnych trendów w rozwoju gry. Tworzył ją przez trzy lata, wykładając własne pieniądze na produkcję. David Hellman, artysta tworzący komiksy internetowe, stworzył oprawę graficzną, która przeszła kilka iteracji, aż spełniła wizję Blowa. Wstępna wersja Braida bez finalnej oprawy graficznej zdobyła nagrodę „Innovation in Game Design” podczas Independent Games Festival w 2006 roku; ostateczna wersja otrzymała dodatkowe wyróżnienia. Gra uzyskała bardzo pozytywne recenzje, stając się najwyżej ocenianym tytułem na Xbox Live. Jednak niektórzy recenzenci skarżyli się na zbyt wysoką cenę w stosunku do długości gry.
Redakcja magazynu PC Gamer UK w 2015 roku przyznała grze 58. miejsce na liście najlepszych gier na PC.